# Somite

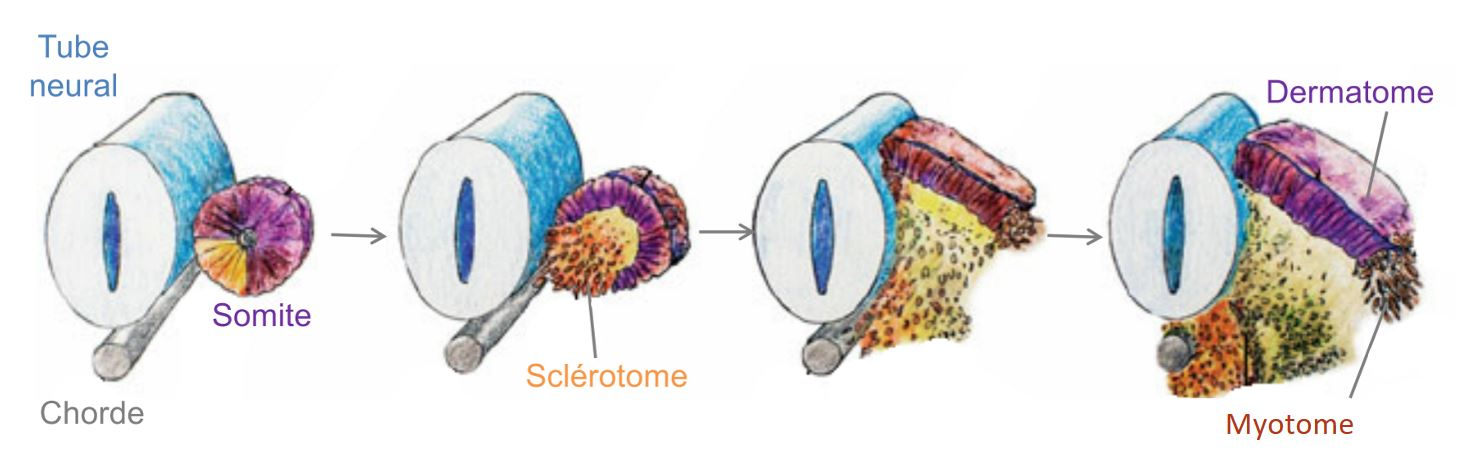
Différenciation des somites en dermatome, sclérotome et myotome

D'origine mésodermique et provenant plus particulièrement de la segmentation du mésoblaste para-axial, un somite est une structure embryonnaire transitoire, dérivant d'un somitomère, et participant à la métamérisation des ancêtres que nous partageons avec les myomérozoaires. Les somites sont situés de part et d'autre de la chorde et composés d'unités répétées le long de l'axe cranio-caudal de l'embryon. Le tube neural apparaissant au-dessus de la chorde, les somites de chaque paire de somites se retrouvent aussi situés de part et d'autre du tube neural. 
Ces somites sont, à l'instar des neuromères, l'expression de la métamérie chez les vertébrés. Dans notre espèce, en segmentant le mésoderme para-axial, l'horloge moléculaire Notch génère simultanément un somitomère à droite de la chorde et un autre à gauche de la chorde. Ces 48 à 53 paires de somitomères apparaissent au rythme d'une paire toutes les 5 heures (Chedotal A. L’horloge de segmentation humaine sonne toutes les 5 heures. Compte rendu. Biologies, T 343, 2020, 1, 7-8.).

## Développement

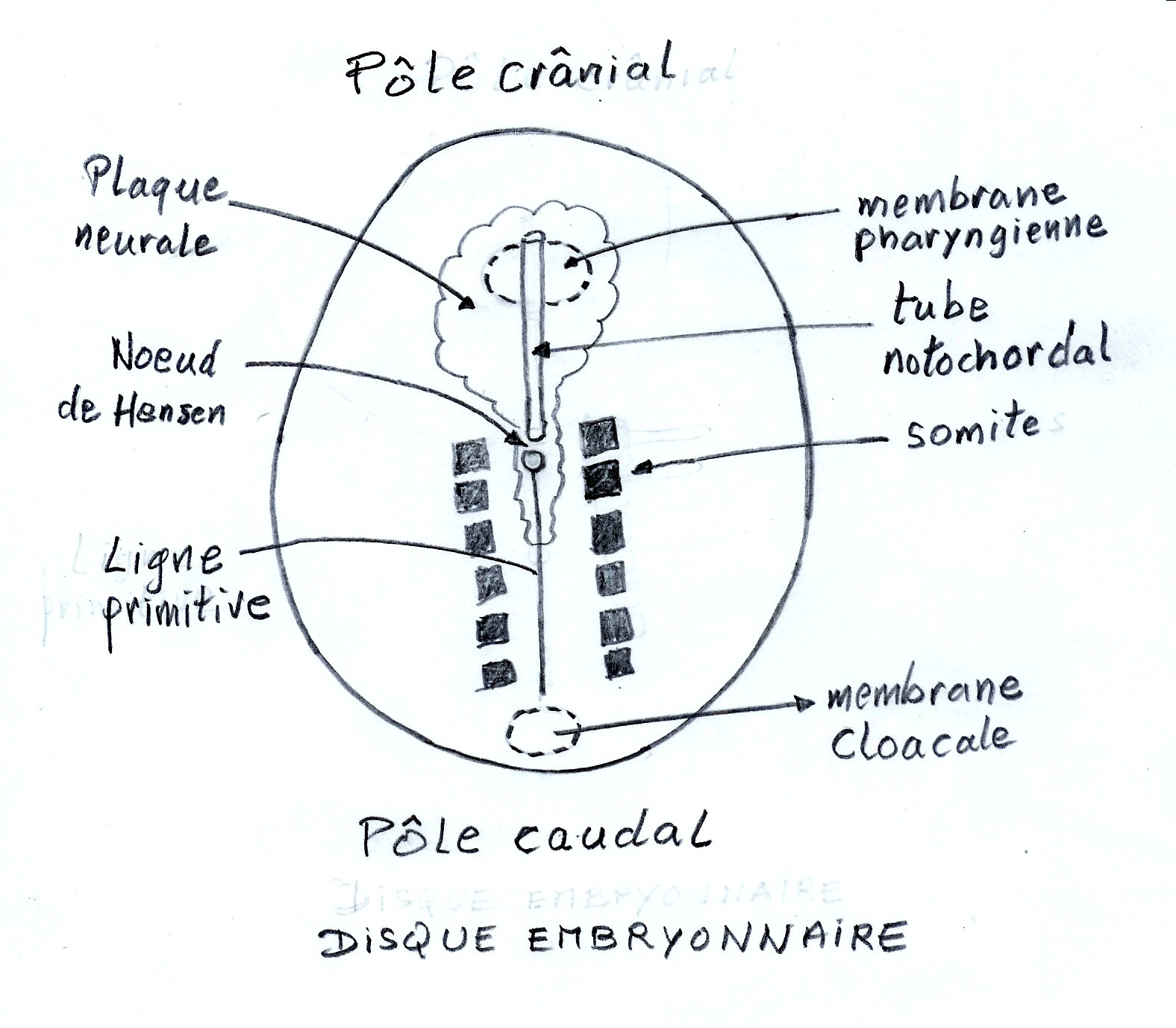
Disposition des somites en vue dorsale

Dérivant du mésoderme, le mésoderme para-axial se segmente et s'organise en structures sphériques et arrondies appelées somitomères. Puis certaines de ces somitomères évoluent en somites en se creusant de petites cavités.
Les 7 premières paires de somitomères ne deviennent pas des somites, mais chacune de ces somitomères contribuera à former un arc branchial. Les premiers somites dérivent de la huitième paire de somitomères. Dans l'espèce humaine les somites apparaissent dans le sens cranio-caudal au rythme de 4-5 paires de somites par jour (Chedotal A. L’horloge de segmentation humaine sonne toutes les 5 heures. Compte rendu. Biologies, T 343, 2020, 1, 7-8.), jusqu'à obtenir 41 à 46 paires de somites à J40 (40e jour en âge réel/embryologique) chez l'embryon humain. Le calcul du nombre de somites permet donc de déterminer l'âge de cet embryon. Le rythme d'ajout de nouveaux somites se fait selon un rythme différent selon les espèces. Chez l'embryon de poulet le rythme est plus rapide que chez l'embryon humain (1 paire de somites ajoutée toutes les 90 minutes à 37 °C).

## Différenciation dorso-ventrale
Ils donnent naissance à trois structures essentielles :
- le sclérotome, (partie la plus axiale du somite) qui produit les vertèbres (corps et arc vertébral), les côtes et les cartilages axiaux (chez les vertébrés); cette structure est induite par une forte concentration de la protéine Sonic hedgehog sécrétée par la chorde. Dans la formation des disques intervertébraux, la chorde va devenir le nucleus pulposus tandis qu'une section du sclérotome formera l'anulus fibrosus.
- Le myotome (partie intermédiaire du somite) à l'origine des muscles striés squelettiques. Notamment des muscles de la face dorsale, du contingent ventral, des membres supérieurs et des membres inférieurs.
- Dermatome (partie la plus latérale du somite, séparée des deux autres parties par le myocèle), à l'origine des tissus conjonctifs sous-jacents de la peau, à savoir le derme et l'hypoderme.

À la fin de son développement, l'embryon humain possède 35 à 37 paires de somites, car plusieurs somites caudaux vont disparaître. Les serpents peuvent avoir plusieurs centaines de somites. 

Chez l'embryon humain, on retrouve : 

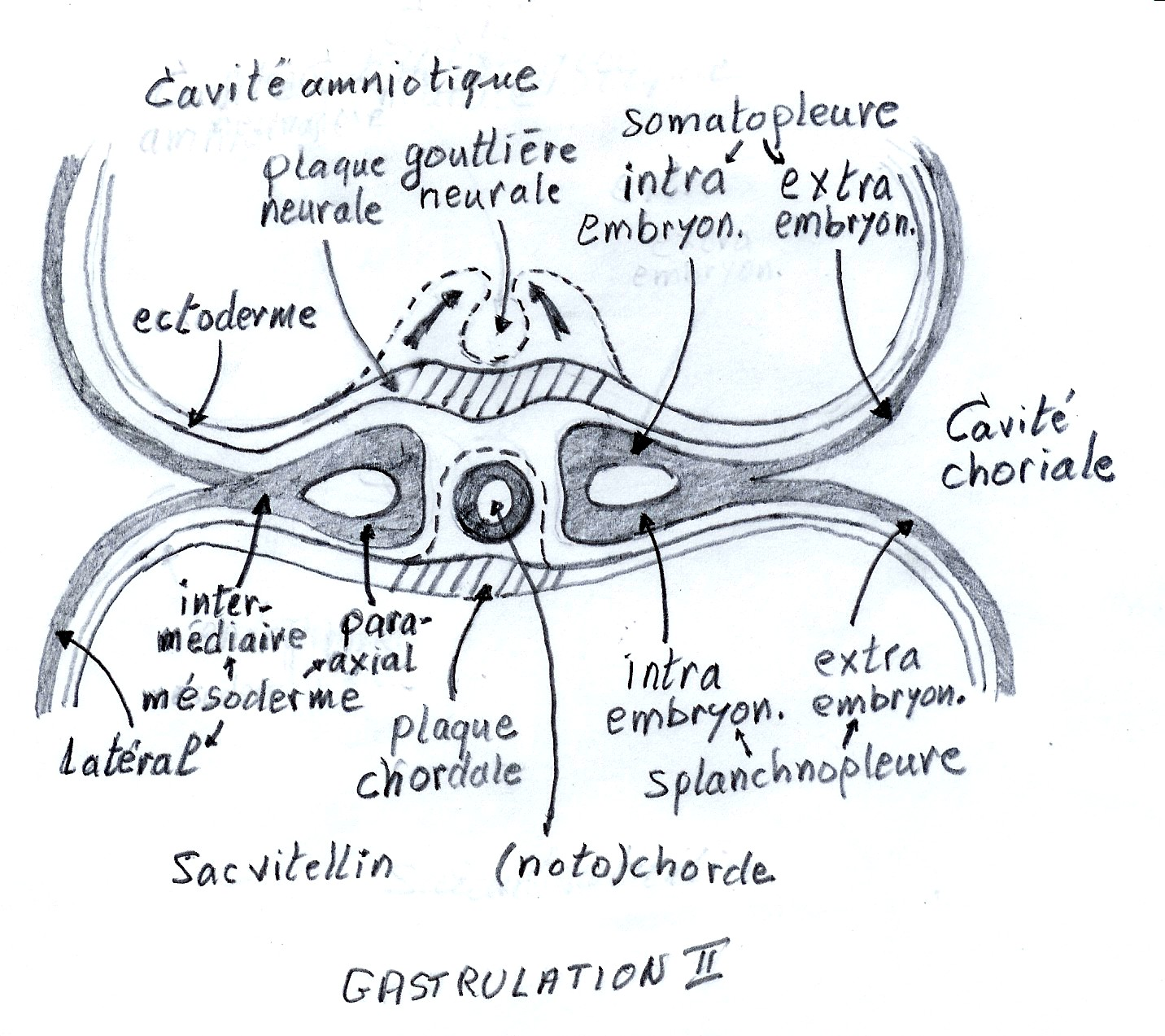
Période de la gastrulation montrant la mise en place de la chorde, du canal neural et de la différenciation du mésoderme embryonnaire. On identifie le mésoderme para-axial qui va donner les somites puis sclérotome, dermatome et myotome.

- 3 à 4 paires de somites occipitales (mal différenciées)
- 8 paires de somites cervicales
- 12 paires de somites dorsales
- 5 paires de somites lombaires
- 5 paires de somites sacrales
- 3 à 4 paires de somites coccygiennes (mal différenciées)

L'identité et la différenciation des somites sont déterminées par les gènes Hox. 